# Até que a Sbórnia nos Separe
Até que a Sbórnia nos Separe és una pel·lícula d'animació per adults de comèdia negra brasilera del 2013 dirigida per Otto Guerra i Ennio Torresan Jr, basada en l'obra "Tangos & Tragédias", present a l'escenari des de 1984. Als creadors de l'obra, Nico Nicolaiewsky i Hique Gomez, se'ls atribueix la veu d'alguns personatges i la banda sonora de la pel·lícula.
La pel·lícula segueix les conseqüències de la caiguda accidental del mur que separa un petit país anomenat Sbórnia de la resta del món, i el xoc cultural al qual s'enfrontaran els protagonistes, Kraunus i Pletskaya.

## Argument
Sbórnia és un petit país que sempre ha estat aïllat de la resta del món, envoltat per una gran muralla que no permet el contacte amb els seus veïns. Un dia, però, un accident provoca la caiguda de la muralla, i més tard els sbornians comencen a descobrir els costums moderns. Dos músics locals, Kraunus i Pletskaya, observen les reaccions dels seus compatriotes: mentre alguns adopten ràpidament la cultura estrangera, altres prefereixen reafirmar les tradicions sbornianes i resistir l'imperialisme.

## Repartiment
- Hique Gomez
- Nico Nicolaiewsky
- Otto Guerra
- André Abujamra
- Arlete Salles
- Fernanda Takai

## Música
El compositor André Abujamra va usar les cançons "Copérnico", "Desgrazzia ma non troppo", "Epitáfio" i "Aquarela da Sbórnia" de l'obra "Tangos e Tragédias", en la que es basava la pel·lícula. Dues cançons més formen part de la banda sonora: "Trevo de Quatro Folhas", de Nilo Sérgio, Mort Dixon, Harry Woods i "Rosa", de Pixinguinha i Otávio de Souza.

## Premis
| Premi                         | Categoria                               | Receptor(s)                              | Resultat  |
| ----------------------------- | --------------------------------------- | ---------------------------------------- | --------- |
| Festival de Gramado           | Premi del Públic - Competició brasilear | Otto Guerra Ennio Torresan Bernard Attal | Guanyador |
| Festival de Gramado           | Kikito d'Or - Millor direcció artística | Eloar Guazzelli Filho Pilar Peredo       | Guanyador |
| II edició dels Premis Platino | Millor pel·lícula d'animació            | Otto Guerra Ennio Torresan Bernard Attal | Nominat   |